# Bloomsbury Publishing
Bloomsbury Publishing PLC (блумсбери) — одно из книжных издательств Великобритании, Лондон (LSE: BMY). Книги и авторы «Bloomsbury» неоднократно удостаивались многочисленных премий и наград.

## Об издательстве
Bloomsbury Publishing Plc — независимое издательство, находящееся в Лондоне и известное выпуском романов. В 1999 и 2000 оно удостаивалось звания Издательство года. Успех издательства связан, главным образом, с серией книг Дж. К. Роулинг о Гарри Поттере.
Компанию основал в 1986 году Найджел Ньютон, прежде работавший в других издательствах. К 1995 году компания оказалась среди официально зарегистрированных предприятий, приносящих доход 5,5 миллиона фунтов, что позволило ей освоить выпуск книг в мягких обложках и детской литературы. Правильное вложение капитала принесло к 1998 году ещё 6,1 миллиона фунтов, благодаря чему был открыт американский филиал издательства. В 2000 г. Bloomsbury приобрело A&C Black, а в 2002 — Whitaker's Almanack (до 2020 года), после чего были произведены и другие приобретения.

## Книги для детей
Один из самых известных проектов издательства — серия книг о Гарри Поттере. На сегодняшний день изданы все семь запланированных книг.
В течение длительного времени разные издательства одно за другим отвергали рукопись, пока в 1995 году небольшое издательство «Блумсбери» (англ. «Bloomsbury») не согласилось её принять. Книга вышла в свет 26 июня 1997 года. Издатели не могли представить, что простая детская сказка будет пользоваться такой популярностью. История о Поттере мгновенно стала хитом в Великобритании, а затем и во всём мире. За четыре года оборот издательства вырос на 143 % и составил в 2001 году $100 млн.

## Импринты
Bloomsbury Publishing Plc имеет несколько импринтов, через которые издаёт продукцию отдельных направлений:
- Bloomsbury Yearbook’s;
- Bloomsbury Academic — импринт, основанный в 1986 году и издающий научную рецензируемую литературу. В его состав входят (входили) несколько подразделений:

- Whitaker's Almanack (2002);
- Berg Publishers. Базировавшееся в Оксфорде издательство научных книг и журналов на тему моды, дизайна, антропологии, истории и культурологии. Приобретено Bloomsbury Publishing в сентябре 2008 года в составе группы Oxford International Publishers. С 2013 года все книжные серии и научные журналы издаются Bloomsbury Academic, а издательская марка Berg Publishers упразднена (в то же время ранее входившее в состав издательства Berghahn Books продолжает работу как независимое научное издательство книг и журналов);
- Continuum International Publishing Group (приобретена в 2011 и вскоре упразднена);

- T&T Clark — специализируется на библеистике. В отличие от материнской компании Continuum, не упразднена;

- Osprey Publishing (2014);
- I.B. Tauris (2018);
- Zed Books. Данное издательство было основано в 1987 году как независимый издательский дом, который специализировался на документальной, научнопопулярной и прочей нехудожественной литературе. На момент приобретения Zed Books являлось крупнейшим в мире кооперативно-издательским предприятием, которое публиковало около 70 книг в год для научных рынков и библиотек. Bloomsbury приобрело данный издательский дом в марте 2020 года, включив в состав научноиздательского подразделения при прочем отсутствии изменений в структуре руководства и работы и фактической внутренней автономии издательства.
- ABC-CLIO (2021).

- A & C Black (2000);
- T & AD Poyser[англ.] (2002);
- Thomas Reed Publications (2002, специализируется на книгах по морской тематике);
- Peter Collin Publishing (2002);
- Andrew Brodie Publications (2003)
- Walker Publishing Company (2004)
- Methuen Publishing[англ.] Drama (2006)
- John Wisden & Co[англ.] (2008)
- Arden Shakespeare[англ.] (2008)
- Tottel Publishing (2009)
- Bristol Classical Press[англ.] (2010)
- Absolute Press (2011)[13]
- Fairchild Books[англ.] (2012)
- Applied Visual Arts Publishing (2012)
- Hart Publishing (2013)
- Head of Zeus (2021)[14]